# 李懷仁
李懷仁，臺灣政治人物，民主進步黨黨員。現任高雄市政府副市長，曾任數位發展部政務次長。
曾任蔡英文2012年總統候選人競選辦公室发言人辦公室副主任、民進黨政策研究與協調委員會副主任；2016年5月擔任總統府副秘書長辦公室主任；2019年再轉為行政院副院長辦公室主任；2022年8月27日至2024年5月19日出任數位發展部首任政務次長。2024年5月7日，高雄市市長陳其邁宣布將由李懷仁接任副市長，2024年5月20日就任。